# Нойдорф
Но́йдорф (нім. Neudorf) — сучасне Нове Село (сільська рада Болехівці  Дрогобицький район). Рік виникнення — 1783. У 1783—1940 рр. — німецька сільськогосподарська колонія. 

Поселення було одним з багатьох поселень створених під час колонізаційної програми Йосифинської колонізації, розпочатої австрійським імператором Йосифом II, починаючи з 1781 року. Будинки і господарські будівлі будувались в селах на околицях, а ділянки землі були призначені на кожен будинок. Імператор Йосиф II запросив німецьких фермерів мігрувати в Галичину. Обладнання для ферм, насінне зерно і все необхідне, щоб почати землеробство було надано урядом.
В 1783—1793 на території Самбірського циркулу було закладено 8 німецьких колоній, серед них і Нойдорф. Остання виникла на «частині королівських маєтностей» по сусідству з українським селом Болехівці. Засновники — 32 сім'ї протестантів. Існували каплиці, пізніше кірха. Етимологія топоніма проста: нім. Ной — нове, дорф — село. В 1935р поселення покинуло 34 німецьких сімей. 
1 серпня 1934 р. було створено гміну Нойдорф в дрогобицькому повіті з центром в селі Нойдорф.. В 1934 р. територія гміни становила 92,30 км². Населення гміни станом на 1931 рік становило 8383 осіб. Налічувалось 1556 житлові будинки. 

25 листопада 1938 р. розпорядженням міністра внутрішніх справ Польщі Нойдорф перейменовано на Польміновіце (пол. Polminowice).
Станом на 01.01. 1939 в колонії проживало 340 німців та 160 українців. 
 У 1940 р. німців виселили до Ватерґав.
В радянський період село називалося «Новосілки»